# Alexandre Giroux
Alexandre Giroux (Québec, 16 giugno 1981) è un ex hockeista su ghiaccio canadese.

## Carriera
Giroux crebbe nella QMJHL con la maglia degli Hull Olympiques, squadra per la quale trascorse tre stagioni e mezza prima di concludere il campionato del 2001 con i Rouyn-Noranda Huskies. Nella sua carriera giovanile Giroux registrò 256 punti (127 reti e 129 assist) prima di esordire nel professionismo con i Grand Rapids Griffins in American Hockey League nella stagione 2001-02.
Fu selezionato dagli Ottawa Senators nel 1999, tuttavia Giroux non esordì mai in NHL. Rimase per tre anni all'interno dell'organizzazione dei Senators, per poi essere ceduto alla tradeline del 2004 insieme a Karel Rachůnek ai New York Rangers in cambio di Greg de Vries. Giroux disputò solo una partita con la maglia dei Rangers, trascorrendo quasi interamente le stagioni con il farm team degli Hartford Wolf Pack.
Nell'estate del 2006 Giroux da free agent fu ingaggiato dai Washington Capitals. Con la maglia dei Capitals Giroux giocò solo 9 partite, restando soprattutto in AHL con gli Hershey Bears. Nella stagione successiva entrò invece a far parte dell'organizzazione degli Atlanta Thrashers, giocando 44 partite e totalizzando 41 punti con il farm team dei Chicago Wolves. Nella primavera del 2008 fece ritorno presso l'organizzazione dei Capitals.
Il 5 agosto 2009 Giroux rinnovò per un altro anno il suo rapporto con Washington firmando un contratto two-way per giocare anche con gli Hershey Bears. La stagione 2008-09 di AHL fu contraddistinta da numerosi successi per Giroux. Il 18 gennaio 2009 Giroux superò il record della AHL detenuto da Brett Hull di reti in gare consecutive, arrivando a 15 incontri di fila a segno. Al termine dell'anno vinse tre dei più importanti trofei della lega, il Les Cunningham Award, il John B. Sollenberger Trophy e il Willie Marshall Award. L'anno successivo vinse con i Bears la seconda Calder Cup consecutiva.
Il 3 luglio 2010 firmò un contratto annuale con gli Edmonton Oilers. Tuttavia ancora una volta fu impegnato maggiormente in AHL presso la formazione affiliata degli Oklahoma City Barons. Nell'estate del 2011 Giroux firmò un contratto two-way con i Columbus Blue Jackets, giocando solo 9 incontri con i Blue Jackets e il resto della stagione in AHL con gli Springfield Falcons.
Il 24 maggio 2012 Giroux si trasferì in Europa firmando un contratto con la Dinamo Riga, squadra della Kontinental Hockey League. Concluse la stagione in prestito in Svizzera presso i Kloten Flyers. Nell'estate del 2013 firmò un contratto annuale con l'HC Ambrì-Piotta, formazione della Lega Nazionale A. Nel marzo del 2014 Giroux rinnovò il contratto con l'Ambrì-Piotta per altre due stagioni.

## Palmarès

### Club
- Calder Cup: 2

Hershey: 2008-2009, 2009-2010
- Coppa Spengler: 1

Team Canada: 2015

### Individuale
- Les Cunningham Award: 1

2008-2009
- John B. Sollenberger Trophy: 1

2008-2009 (97 punti)
- Willie Marshall Award: 2

2008-2009 (60 reti), 2009-2010 (50 reti)
- AHL First All-Star Team: 3

2008-2009, 2009-2010, 2010-2011
- AHL All-Star Classic: 4

2007, 2009, 2010, 2011